# Кармілла (опера)
«Кармілла» (англ. Carmilla) — рок-опера за мотивами однойменної готичної повісті Шерідана Ле Фаню, поставлена 1970 року.
Американський драматург Вілфорд Ліч та композитор Бен Джонстон товаришували з кінця 1940-х років, коли разом навчалися в коледжі. У 1950—1960 роки вони неодноразово співпрацювали, Джонстон писав музику до п'єс Ліча «Дерев'яний птах», «Зодіак Мемфіс-стріт», «Гертруда» та інших. 1970 року Ліч, який очолював нью-йоркський експериментальний театр La Mama, вирішив поставити рок-оперу про вампірів, засновану на готичній повісті «Кармілла», став автором лібрето і запропонував Джонстону написати музику до неї.
Події опери розгортаються наприкінці XIX століття, у Вікторіанську епоху. Головними героями є дівчина Лора, вампірка Кармілла та лікар-шарлатан. Події всієї опери відбуваються навколо лавки, за якою знаходиться екран, де показано або фон поточних подій, або спогади та думки головних героїв. Співаки виконують свої партії під акомпанемент оркестру, який також знаходиться на сцені; всі музиканти одягнені в чорне, на противагу головним героїням, що чий одяг є білим.
Постановка «Кармілли» була успішною, і рок-опера залишалася в репертуарі ETC La Mama довгий час. Театр гастролював з нею не лише Сполученими Штатами, але й у Франції, Німеччині, Нідерландах та Італії. Запис опери вийшов на музичному альбомі на лейблі Vanguard Records.